# Ђулијана
Ђулијана (итал. Giuliana) је насеље у Италији у округу Палермо, региону Сицилија.
Према процени из 2011. у насељу је живело 1742 становника. Насеље се налази на надморској висини од 687 м.

## Становништво
| 1931. | 1936. | 1951. | 1961. | 1971. | 1981. | 1991. | 2001. | 2011. |
| ----- | ----- | ----- | ----- | ----- | ----- | ----- | ----- | ----- |
| 3.142 | 3.219 | 3.333 | 3.148 | 2.619 | 2.512 | 2.478 | 2.305 | 2.032 |